# Instituto de Comunicación (Universidad de la República)
El Instituto de Comunicación es un instituto universitario y público, el cual forma parte de la Facultad de Información y Comunicación de la Universidad de la República de Uruguay.

## Objetivos
Como servicio académico de la Universidad de la República tiene como uno de sus principales objetivos encarar la comunicación como objeto de estudio específico. El Instituto de Comunicación es manejado por una Comisión de Instituto integrada por las tres órdenes y el director del Instituto, que tiene como cometido asesorar al Consejo de la Facultad de Informacíón y Comunicación en todos los temas referidos a la materia.

## Títulos de grado
- Licenciado en Ciencias de la Comunicación - Plan 1995.
- Licenciado en Comunicación - Plan 2012.

## Historia
La Licenciatura en Ciencias de la Comunicación fue creada a instancias del Ministerio de Educación en épocas del régimen militar, iniciando sus actividades  en el año 1984,  en la sede de la Facultad de Derecho. Bajo el régimen del plan 84, el cual formaba a los estudiantes para la publicidad y el periodismo.
Sus autoridades se limitaban a una comisión coordinadora cuyas decisiones estaban sujetas al Consejo de la Facultad. En septiembre de 1987, ya consolidada la instauración democrática la licenciatura pasó a depender  institucionalmente del Rectorado de la Universidad de la República.
Entre los años 1991 y 1992 se constituye una Comisión Directiva, representada por estudiantes, docentes, dos personalidades representativas del ámbito de la comunicación (debido a que no había graduados de la carrera) y un director honorario designado por el Consejo Directivo Central, órgano máximo de decisión cotidiana de nuestra Casa Mayor de Estudios, a propuesta del Rector. Por esos años, la Licenciatura funcionaba en el local de lo que fue la morgue del Hospital Pedro Visca (ubicada en la Av. Gonzalo Ramírez 1926), actual sede de la Facultad de Ciencias Económicas.

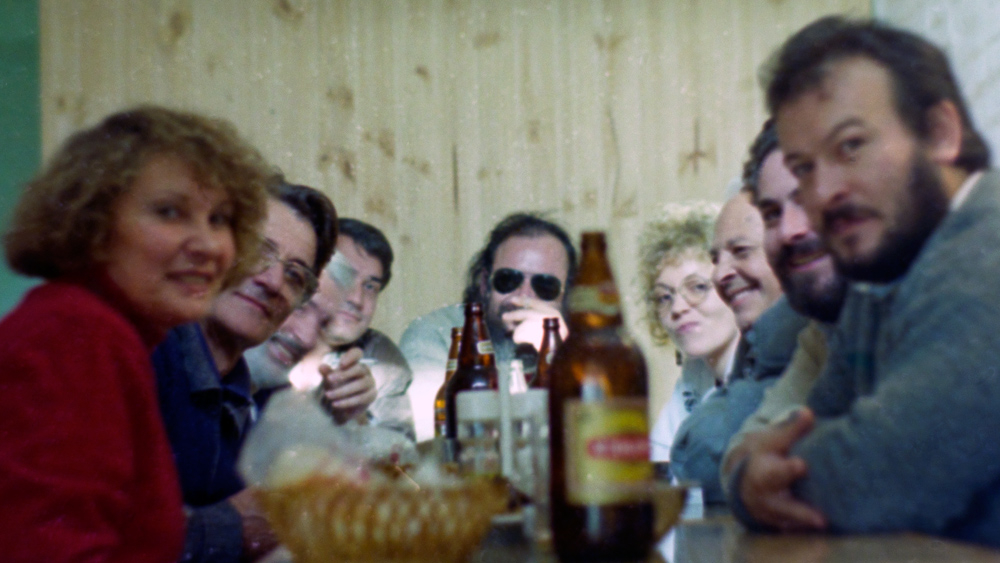
Reunión informal de docentes de Ciencias de la Comunicación año 1992 o 1993. Se puede ver a Ferruccio Musitelli, Fernando da Rosa, Teresa Herrera, Mario Kaplún, Gabriel Kaplún y Sergio Israel entre otros.

En 1995, la licenciatura se muda hacia un nuevo edificio sobre el Bulevar Artigas 1320 y se designa a su primer director rentado: el Dr. Roque Faraone. 

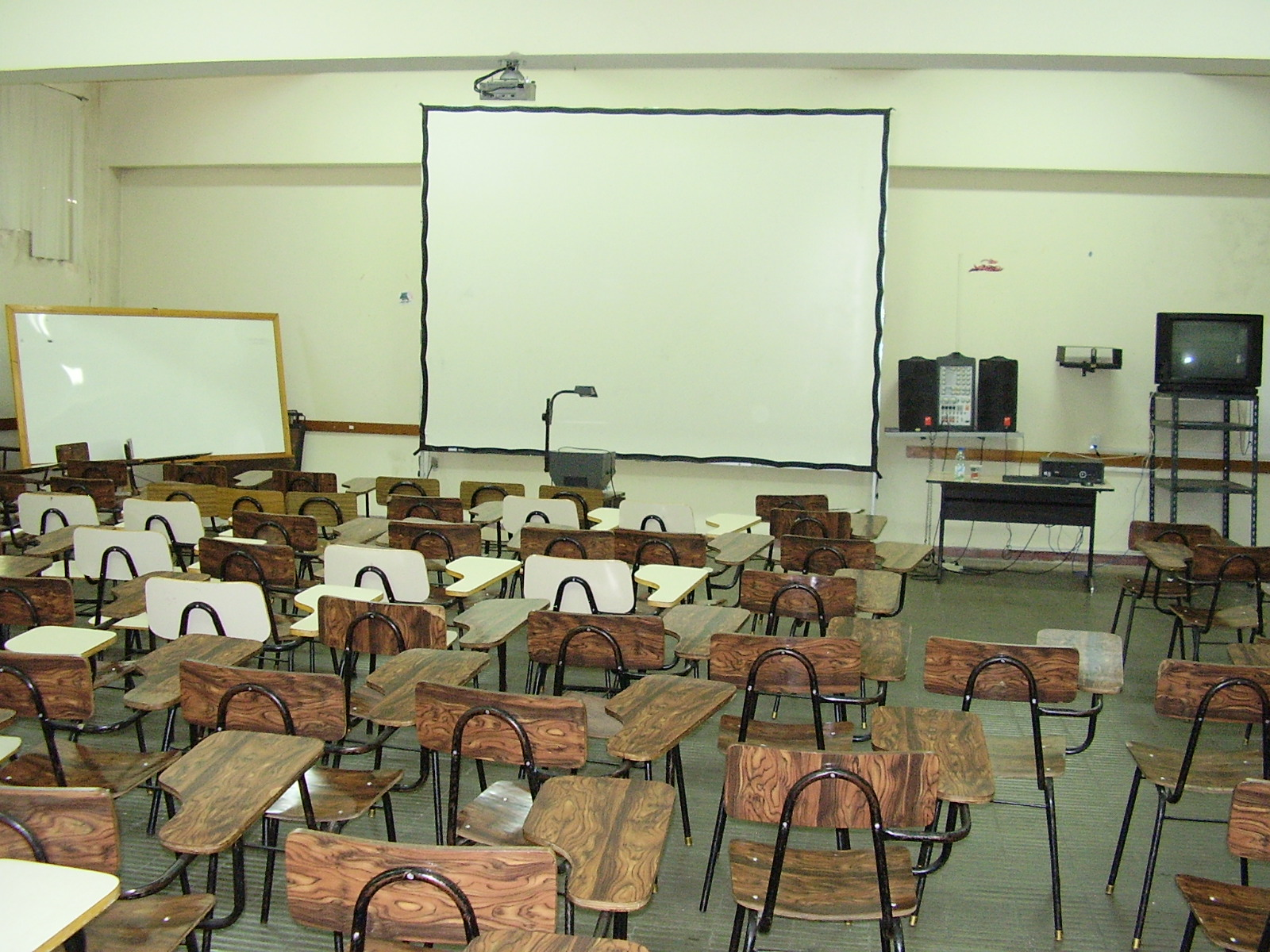
Salón de clase de Licenciatura en ciencias de la comunicación

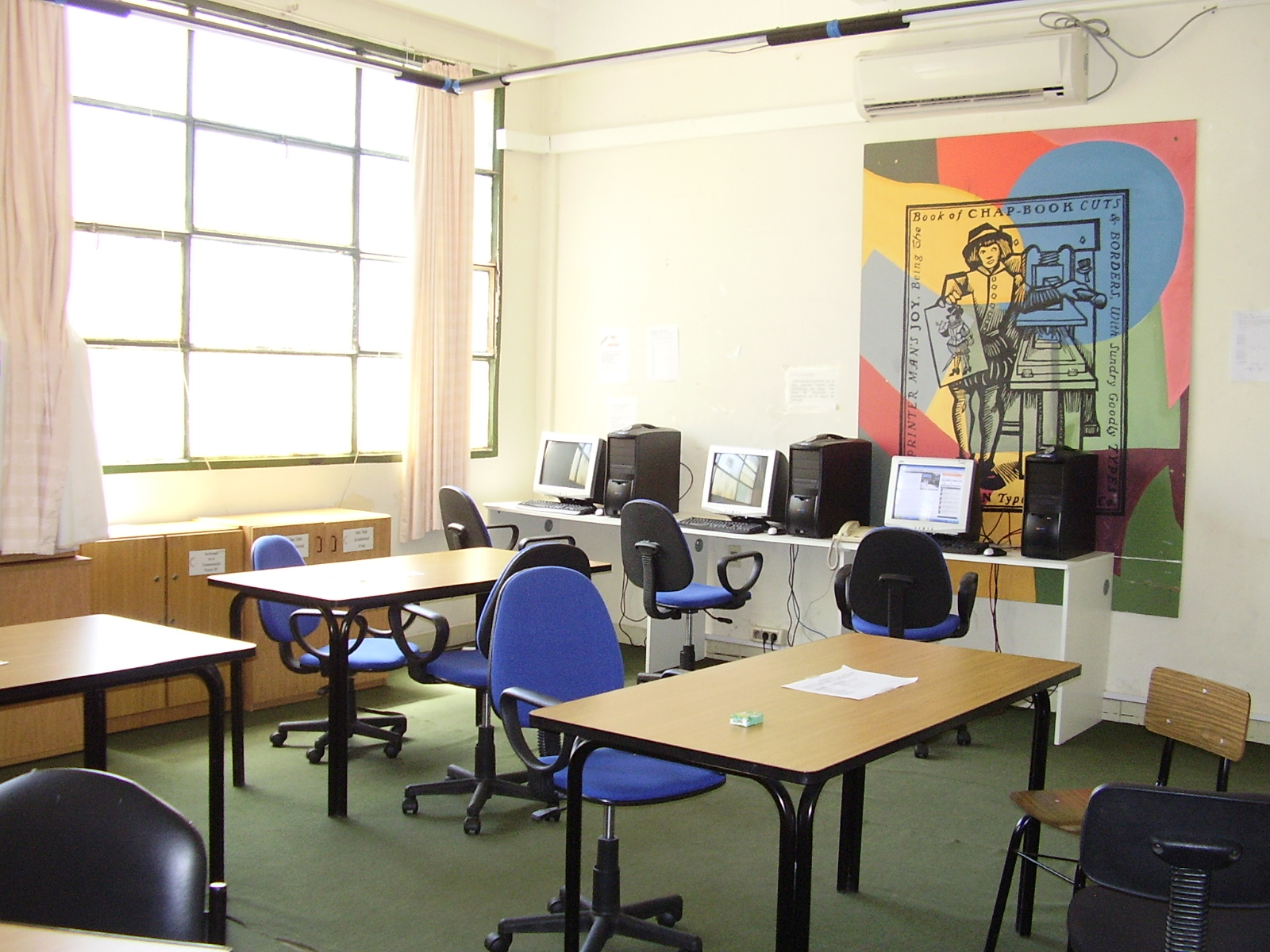
Sala docente de Licenciatura en ciencias de la comunicación

En diciembre de 1999,  asume una nueva Dirección en la Licenciatura, a cargo del Prof. Ricardo Viscardi, quien asumió al término del período de la Dra. Lisa Block de Behar en calidad de Directora honoraria desde el 1º de septiembre al 30 de noviembre del mismo año. Ese mismo año la Licenciatura comenzó a diseñar el Área de Gestión creando las siguientes secciones: Personal y Concursos, Comisiones, Secretaría y Suministros, Comisión Directiva, y Reguladora de Trámites.
A nivel académico, la Licenciatura contó con tres Planes de Estudio: el de 1984, el de 1986 y el que rige actualmente, elaborado en 1995. A este, durante el 2008, la recientemente inaugurada Asamblea del Claustro de Licenciatura en Ciencias de la Comunicación le realizó unos ajustes para el último tramo de la formación de grado, en el 4º año de la carrera. Estos cambios parciales fueron aprobados por el Consejo Directivo Central. 
En junio de 2000, se comenzaron a dictarse los cursos de los Seminarios Taller de Publicidad, Periodismo, Audiovisual, y en julio los de Comunicación Comunitaria y Análisis de la Comunicación, así como las materias optativas.
A propuesta del primer claustro ad hoc de la Licenciatura, conformado a los efectos de elegir a un nuevo Director para la institución e integrado por 12 docentes, 8 egresados y 8 estudiantes, se designa a Álvaro Gascue como director de la licenciatura en el año 2004, siendo reelecto por el mismo organismo en 2006.
Hoy, Gascue es Profesor Adjunto (Grado 3) de las asignaturas Sociología de la Comunicación, correspondiente a 3º año, y del Seminario Taller de Publicidad, de 4.º año. Ese mismo año, la licenciatura vuelve a mudarse, está vez al edificio donde antiguamente había  funcionado la Facultad de Psicología, ubicado en José Leguizamón 3666, concretamente en el barrio del Buceo.
En 2008, con la Asamblea del Claustro permanente de LICCOM en funcionamiento, es electo el Dr. Gabriel Kaplún como Director, siendo la primera vez –y así será de ahora en más– que la máxima autoridad institucional ocupará el cargo durante un período de 4 años.
Desde el año 1984, la cantidad de estudiantes inscriptos creció a un ritmo acelerado. Pasó de 276 inscripciones a 836 en el año 2006. Asimismo, los docentes eran aproximadamente 15 cuando comenzó la carrera y actualmente se cuenta con una plantilla de 81 docentes.
Por el momento, en su gran mayoría poseen cargos interinos. En 2008, se abrieron Llamados  a Oportunidades de Ascenso  de Grado (LLOA) para los docentes en toda la Universidad, habiéndose abierto en LICCOM el período para presentarse como aspirantes en determinadas materias, el 19 de diciembre de 2008. Cuando estos llamados cierren, esos cargos docentes pasarán a ser efectivos dentro de LICCOM.
En diciembre de 2004, el mismo claustro ad hoc que eligió a Gascue como Director, resolvió por unanimidad manifestar la expresión de voluntad de que la licenciatura se constituyera en Facultad junto con la Escuela Universitaria de Bibliotecología y Ciencias Afines.
Así es que la Comisión Directiva de la licenciatura resolvió en febrero de 2005 aprobar esta propuesta y elevar al Consejo directivo una declaración conjunta entre los dos servicios universitarios en cuestión, siendo aprobada por aquel.
Finalmente, tras varios años, el 1 de octubre de 2013, es creada la Facultad de Información y Comunicación, y la licenciatura se transforma en instituto.

### Creación
El 4 de diciembre de 2013 la licenciatura en Ciencias de la Comunicación se convierte en el Instituto de Comunicación, dentro de la recién creada Facultad de Información y Comunicación.
En 2017 tras la inauguración de la nueva sede de la facultad, el instituto abandona su vieja sede del Buceo y se traslada a su nueva sede, en el Parque Rodó de Montevideo, sobre la calle San Salvador. Frente a la Facultad de Ciencias Económicas, edificio del antiguo Hospital Pedro Visca, donde funcionó la licenciatura en los años noventa.

## Directores
| Director                   | Período         |
| -------------------------- | --------------- |
| Prof. Juan Carlos Carrasco | -1993           |
| Prof. Roque Faraone        | 1993-1994       |
| Prof. Adolfo Elizaincín    | 1994-1995       |
| Dra. Lisa Block de Behar   | 1996-1999       |
| Prof. Ricardo Viscardi     | 1999-2004       |
| Prof. Álvaro Gascue        | 2004-2008       |
| Dr. Gabriel Kaplún         | 2008-2015       |
| Mag. Federico Beltramelli  | 2015-actualidad |